# Космос-1985
Космос-1985 је један од преко 2400 совјетских вјештачких сателита лансираних у оквиру програма Космос.
Космос-1985 је лансиран са космодрома Плесецк, СССР, 23. децембра 1988. Ракета-носач Циклон-3 је поставила сателит у орбиту око планете Земље. 